# OpenClassrooms
OpenClassrooms est un site web de formation en ligne, créé en 1999 sous le nom de Site du Zéro. Il propose à ses membres des cours certifiants et des parcours débouchant sur des métiers en croissance. Initialement orientée autour de la programmation informatique, la plate-forme numérique couvre, depuis 2013, d'autres thématiques telles que l'entrepreneuriat et le marketing électronique. Ses formations sont dispensées selon le format MOOC.

## Histoire
En 1999, un collégien, Mathieu Nebra, ouvre un site web destiné à la publication de tutoriels de programmation informatique : le Site du Zéro,. Huit ans plus tard, en association avec Pierre Dubuc, devenu un contributeur au développement du site, la start-up Simple IT est créée en tant que société éditrice du contenu de la plate-forme numérique,,. En 2009, l'entreprise s'installe à Bourg-la-Reine, dans les Hauts-de-Seine, en France, et commence à embaucher du personnel. Rebaptisée OpenClassrooms en septembre 2013, elle compte vingt salariés fin 2013, après une augmentation de capital de 1,2 million d'euros, réalisée l'année précédente auprès d'Alven, une société de capital risque,. La même année, le site web affiche 500 000 membres dont deux mille ont contribué à la rédaction des huit cents cours disponibles en ligne sous licence Creative Commons. Il propose aussi son premier MOOC, une formation en ligne consacrée à la création de sites web qui a attiré 19 000 personnes.
OpenClassrooms est présente, en mars 2014, au festival SXSW à Austin, aux États-Unis, pour représenter, avec neuf autres jeunes pousses innovantes françaises, l'opération marketing « French Tech » sponsorisée par Ubifrance. En novembre de la même année, 86 entreprises françaises sur 428 candidates figurent sur la liste établie par le cabinet d'audit Deloitte des 500 start-ups européennes à forte croissance. Parmi elles, OpenClassrooms est classé 42e, avec une progression de son chiffre d'affaires de +712 % sur cinq ans (2009-2013).
En 2015, après la mise en place de certificats de compétence, OpenClassrooms ouvre, en partenariat avec l'IESA Multimédia, établissement privé d'enseignement supérieur, une formation diplômante de chef de projet multimédia, entièrement en ligne et reconnue par l'État français,. Désormais, son offre de service, freemium à l'origine, tend vers le premium, avec des cursus d'enseignement à distance de bac+2 à bac+5, en partenariat avec des entreprises ou Pôle emploi. À la fin de l'année 2018, l'entreprise inaugure son propre centre de formation par alternance. Début 2019, elle cumule six cents contrats d’apprentissage financés des partenaires privés tels que Orange, Capgemini et BNP Paribas. Au printemps 2019, devenue entreprise à mission, elle emploie 180 personnes et ses contenus éducatifs sont diffusés par 1 200 enseignants.
Début 2021, 220 salariés entretiennent et développent l'activité d'OpenClassrooms, au service de 1 500 sociétés clientes (quatre cents en 2020). Les recettes provenant du B to B, adopté en 2017, ont supplanté les revenus publicitaires et la plate-forme d'e-learning rassemble deux millions d'internautes, répartis dans 140 pays. En avril 2021, l'entreprise, qui possède des filiales au Royaume-Uni et aux États-Unis, lève quatre-vingts millions d'euros. Bien que toujours non rentable, elle compte parmi ses actionnaires Bpifrance, General Atlantic, Salesforce, Lumos Capital et Initiative Chan Zuckerberg,.

Évolution de la page d'accueil du site au fil des versions
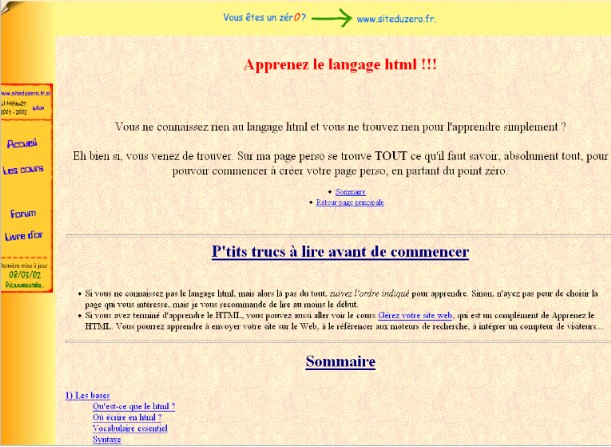
Site du Zéro, version 1 (1999-2002).
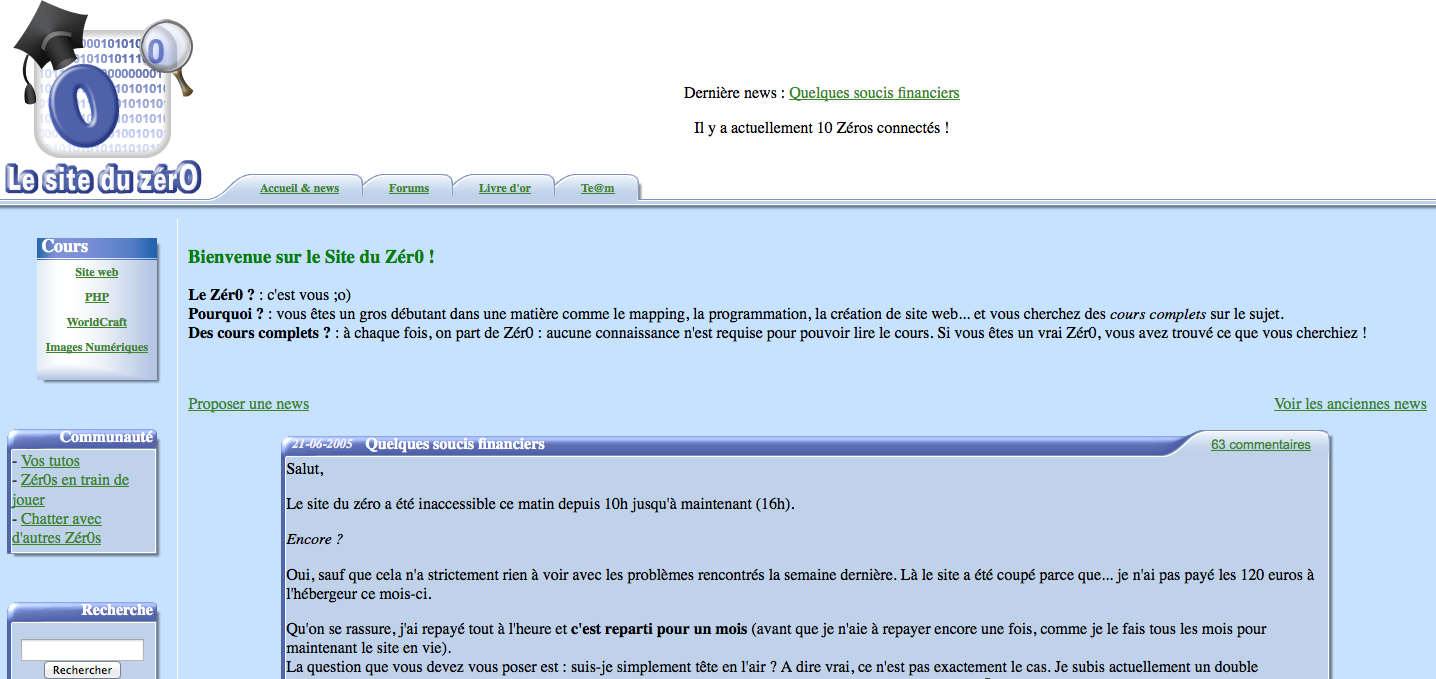
Site du Zéro, version 2 (2002-2005).
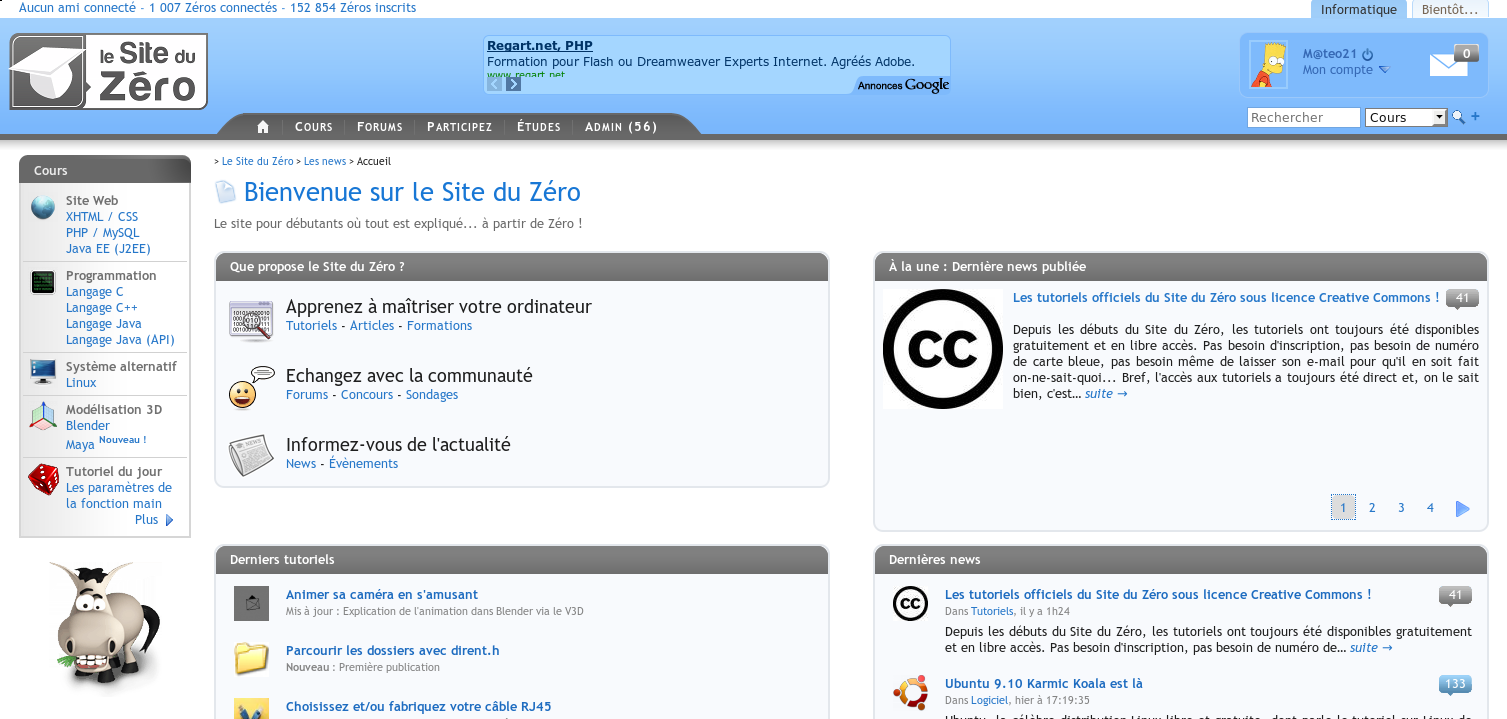
Site du Zéro, version 3 (2005-2012). Un âne nommé « Zozor » en est la mascotte[2].

## Fonctionnement
Depuis 2014, des thématiques connexes sont aussi abordées comme l'entrepreneuriat, des start-ups en particulier, le community management et le marketing électronique. Un système de tutorat permet à toute personne disposant d'un compte sur la plate-forme d'être accompagnée tout au long de son parcours de formation.

## Audience
Fin 2013, selon Alexa, OpenClassrooms.com était le 95e site le plus visité de France.

## Identités visuelles

Logo du Site du Zéro, utilisé en 2013 et 2014.
Logo d'OpenClassrooms.

## Controverses
Au lancement de la version 4, le site a effectué un repositionnement pour s’adresser à un public international sur des thématiques plus larges. Ce repositionnement mène une partie de l’équipe bénévole démissionnaire à créer en 2014 un nouveau site géré par une association, nommé Zeste de Savoir.